# Калвине
Калвине (фр. Calvinet) насеље је и општина у централној Француској у региону Оверња, у департману Кантал која припада префектури Оријак.
По подацима из 2011. године у општини је живело 495 становника, а густина насељености је износила 36,05 становника/km². Општина се простире на површини од 13,73 km². Налази се на средњој надморској висини од 600 метара (максималној 742 m, а минималној 452 m).

## Демографија
| 1962. | 1968. | 1975. | 1982. | 1990. | 1999. | 2011. |
| ----- | ----- | ----- | ----- | ----- | ----- | ----- |
| 521   | 524   | 491   | 408   | 404   | 432   | 495   |

График промене броја становника у току последњих година